# ロナルド・エカーズ
ロナルド・デイビッド・“ロン”・エカーズ（Ronald David "Ron" Ekers AO FRS FAA、1941年9月18日 - ）は、オーストラリアの電波天文学者である。活動銀河核、宇宙論、電波天文学などを専門分野とし、系外銀河などの電波天文学をつかった観測に功績がある。

## 生涯
エカーズは、サウスオーストラリア州ヴィクターハーバーで生まれた。幼い頃から天文学に興味を持っていた。10代の頃、望遠鏡を購入して星の位置を記録していた。
1963年にアデレード大学を卒業し、1967年にオーストラリア国立大学(ANU)でジョン・ボルトンの指導の下で天文学のPh.D.を取得した。ANUを卒業後、最初のポスドク研究は、リチャード・P・ファインマンやフレッド・ホイルが活躍していたカリフォルニア工科大学で行った。その後、ケンブリッジ大学、オランダのカプタイン研究所、アメリカ国立電波天文台などで働いた。
1980年から1987年まで超大型干渉電波望遠鏡群(VLA)の所長、1988年から2003年までオーストラリア連邦科学産業研究機構(CSIRO)のオーストラリア国立望遠鏡機構(ATNF)の初代所長を務めた。2003年から2006年まで国際天文学連合(IAU)の会長を務めた。また、ピーター・グルーバー財団宇宙論賞の諮問委員会のメンバーでもある。

## 賞と栄誉
- 1993年 - オーストラリア科学アカデミー（英語版）フェロー
- 1993年 - オランダ王立芸術科学アカデミー外国人会員[2]
- 2002年 - フェデレーション・フェローシップ（英語版）
- 2003年 - アメリカ哲学協会外国人会員
- 2003年 - センテナリー・メダル
- 2004年 - ジャンスキー賞
- 2005年 - 王立協会フェロー
- 2005年 - オーストラリア科学アカデミー マシュー・フリンダース・メダル（英語版）
- 2014年 - グロート・レーバー金メダル（電波天文学への革新的で重要な貢献に対して）[3]
- 2018年 - 米国科学アカデミー外国人準会員[4]
- オーストラリア勲章（英語版） オフィサー